# Бовиль (Швейцария)
Бовиль (нем. Bowil) — коммуна в Швейцарии, в кантоне Берн.
Входит в состав округа Конольфинген. Население составляет 1423 человека (на 31 декабря 2006 года). Официальный код — 0605.